# Superintendência de Limpeza Urbana
A Superintendência de Limpeza Urbana, também conhecida pela sigla SLU, é uma autarquia vinculada à prefeitura de Belo Horizonte, no Brasil.
A autarquia municipal foi criada pela Lei 2 220, de 27 de agosto de 1973 e está vinculada à Secretaria Municipal de Serviços Urbanos (SMSU). Tem a missão de oferecer os serviços cotidianos de coleta domiciliar de lixo, varrição, capina e aterramento de resíduos, além de  projetos de coleta seletiva e reciclagem, seja de papel, metal, plástico e vidro, seja de entulho e resíduos orgânicos. Atualmente, com o aumento do atendimento em vilas e favelas, cerca de 95% da população da capital é beneficiada pelos serviços de limpeza urbana.
A Lei Orgânica do município estabelece que o material proveniente da  coleta seletiva domiciliar deve ser destinado prioritariamente para os catadores. O entulho originado da construção civil é processado e reaproveitado, os alimentos em condição de consumo são destinados ao Banco de Alimentos e os demais resíduos orgânicos são processados em uma usina de compostagem.